# Ganna Sorokina
Ganna Sorokina (ukrainska: Ганна Сорокіна), född den 31 mars 1976 i Zaporizjzja, är en ukrainsk simhoppare.
Hon tog OS-brons i synkroniserade svikthopp i samband med de olympiska simhoppstävlingarna 2000 i Sydney.